# Arkitektur i Pakistan

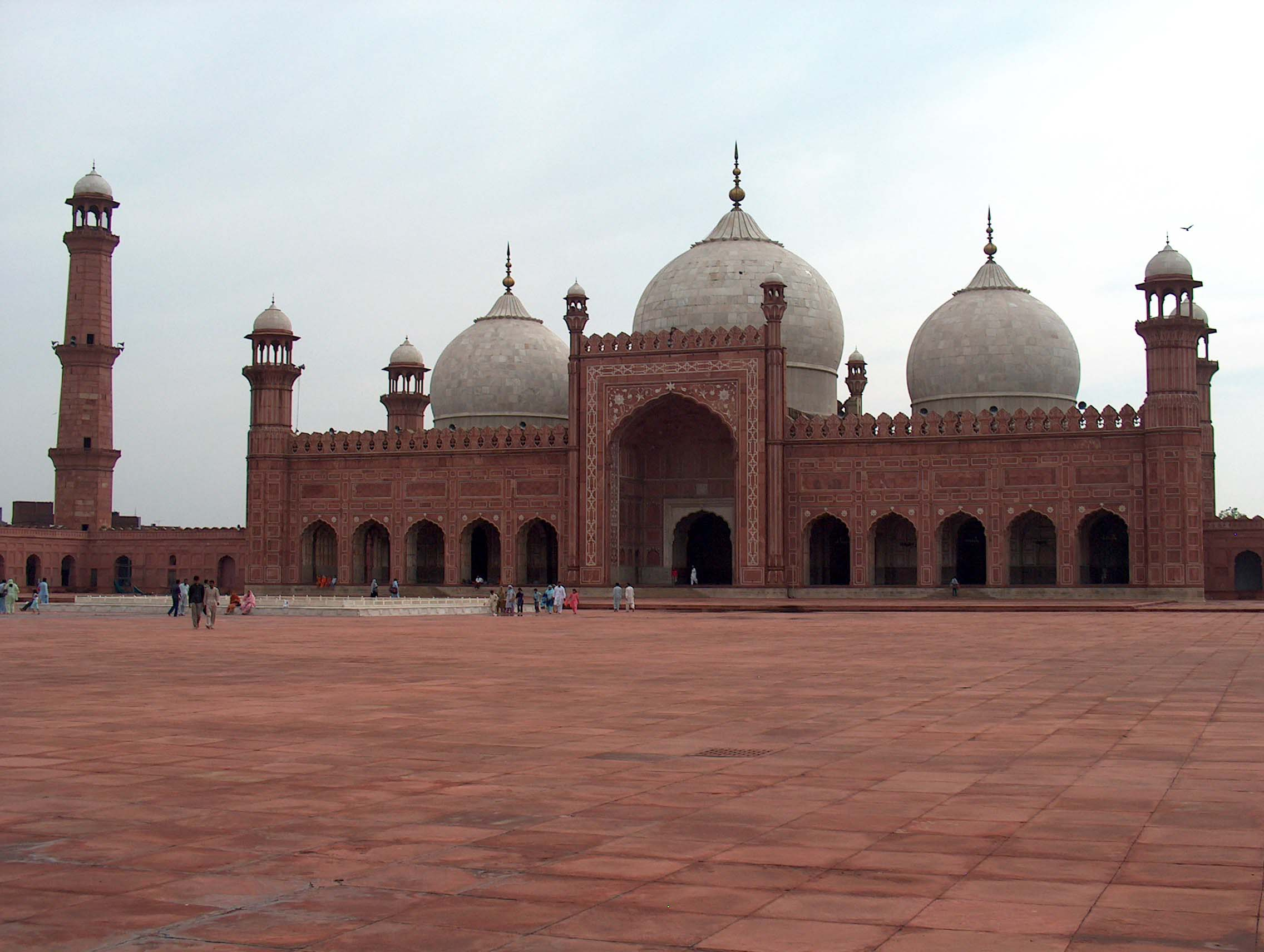
Badshahimoskén i Lahore.

Arkitektur i Pakistan refererar till de olika konstruktioner och byggnader som byggts under olika tidsperioder i det som idag utgör Pakistan.

## Induskulturens arkitektur
Arkeologer har gjort utgrävningar av  många gamla städer från Induskulturen som Mohenjo Daro, Harappa och Kot Diji, som har en enhetlig struktur med breda gator, liksom väl genomtänkta sanitetsanläggningar och dräneringsanläggningar. Majoriteten av de upptäckta tegelkonstruktionerna är offentliga byggnader, som badhus och verkstäder. Trä och lera fungerade som byggmaterial. Det förekom inte något storskaligt byggande av tempel. Induskulturens kollaps ledde till betydande skador på arkitekturen.

## Den buddistiska perioden

### Forntida och klassisk period
När buddhismen hade etablerat sig skapades enastående monument, som finns kvar än idag. Därtill ledde inflytandet från Persiska imperiet och Grekland till utvecklingen av den greko-buddhistiska stilen, med början under det första århundradet e.Kr. Höjdpunkten i denna era nåddes med att gandhara-stilen kulminerade. Viktiga rester av buddhistisk arkitektur är stupor och andra byggnader med tydligt igenkännliga grekiska stilelement som stödpelare, och som, förutom ruiner från andra epoker, finns i huvudstaden i Gandhara, Taxila, i den nordligaste delen av Punjab. Ett mycket vackert exempel på buddhistisk arkitektur är ruinerna av det buddhistiska klostret Takht-i-Bahi i nordvästra gränsprovinsen.